# Liosceles thoracicus
Liosceles thoracicus là một loài chim trong họ Rhinocryptidae.